# پاسکال (پایگاه داده)
پاسکال یک پایگاه داده کتابشناسی علمی است که توسط مؤسسه اطلاعات علمی و فناوری (مرکز ملی پژوهش‌های علمی فرانسه) مدیریت می‌شود. پاسکال منابع اصلی علمی در زمینه علم، فناوری و پزشکی را با تأکید ویژه بر منابع اروپایی پوشش می‌دهد.